# 五胡十六国
五胡十六国（304年—439年），是中国历史上的一段时期。該時期自304年劉淵及李雄分別建立漢趙及成汉起至439年北魏拓跋燾（太武帝）灭北凉為止。範圍大致上涵蓋華北、蜀地、遼東，最遠可達漠北、江淮及西域。在入主中原眾多民族中，以匈奴、羯、鮮卑、羌及氐為主，統稱五胡。他們在這個範圍內相继建立許多國家，而北魏史學家崔鴻以其中十六個國家撰写《十六国春秋》（五凉、四燕、三秦、二赵，成漢、胡夏为十六國），於是後世史學家稱這時期为「五胡十六国」。
在西晉時期，五胡居於西晉北方、西方的邊陲地區，對晉王朝呈現半包圍局面。由於晉廷的腐敗，五胡在八王之亂後紛紛舉兵，史稱五胡乱华。在西晉滅亡後，華北地區战火纷飞，掠奪與屠殺不斷。经济受到嚴重摧毀，影响中華的民族、文化、政治、军事等发展走向。永嘉之亂帶給人民巨大痛苦，大多逃難到涼州、遼東以及江南地區，使這些地區的經濟文化漸漸繁榮。在諸國混戰期間，前秦宣昭帝苻堅一度統一華北，但在南征東晉時，於淝水之戰慘敗。其後各族於空虛的關中叛變，加上東晉北伐，前秦全面崩潰，北方再度混亂。北魏立國後，經過道武帝拓跋珪、明元帝拓跋嗣及太武帝拓跋燾的經營，最後於439年統一華北，進入南北朝時期。

## 名稱由來
五胡十六國時期是西晉滅亡到北魏統一華北期間，涵蓋華北、華中北部和四川等地區的北方諸國的概稱，相對於南方的東晉時期。「五胡」即匈奴、羯、鮮卑、氐、羌五个民族，代表統治北方諸國的民族。實際上，北方諸國的統治者還包含漢人（包括前涼、西涼等等）、丁零人（翟魏）、盧水胡（北涼）與匈奴人鐵弗（胡夏）等民族。而地方人民也遺留不少漢人，與統治民族形成合作關係。「十六國」則是源自北魏末年的史官崔鴻私下撰寫的《十六國春秋》而得名。他自北方諸國中選出國祚較長、影響力大、較具代表性的十六國（“五凉、四燕、三秦、二趙，成漢、胡夏为十六”），共有：成汉、前赵、后赵、前涼、前燕、前秦、后燕、后秦、西秦、後涼、南涼、西涼、北涼、南燕、北燕及胡夏等國；實際上，北方諸國還包括冉魏、翟魏、西燕、仇池、譙蜀等等國家。總之，五胡十六國只是北方諸國的概稱，並不是北方諸國只有五個民族統治，以及只存在十六個國家。
關於「五胡十六國」稱呼的出處。在文獻上，五胡之名最早出自苻堅之口，但沒有明確定義五胡是哪五胡。而定義五胡內容的來源，學界有所爭議。歷史學家王樹民、孫仲匯、雷家驥等人認為五胡即五部胡人，源自劉淵領導的五部匈奴，但在這個時期的史書中，五胡常被當成所有胡人的泛稱，未特定指某個種族，在談到匈奴時，通常直接稱其匈奴，因此這個說法未得到學界一致認同。而陳寅恪認為五胡之名起自於五德終始說，是圖緯符命思想下的產物，周一良也支持這個說法。
川本芳昭認為，在《十六國春秋》成書之後，中國傳統史家依此思路整理史料，才開始將五胡的具體內涵確定下來，日本學者礪波護在《隋唐帝國與古代朝鮮》一書中認為五胡十六國這個概念是在唐朝初期編定正史時才形成的，南宋洪邁在《容齋隨筆》〈五胡亂華〉條中列舉七個人︰劉聰、劉曜、石勒、石虎、慕容皝、苻堅、慕容垂，這七個人分屬四個民族：匈奴、鮮卑、羯、氐，因此五胡的內涵在南宋時可能仍未完全確定，王應麟將五胡解釋為「劉淵匈奴，石勒羯，慕容鮮卑，苻洪氐，姚萇羌。」元胡三省註《資治通鑑》時，將五胡定義為「匈奴、羯、鮮卑、氐、羌」，這個定義可能來自劉曜。在胡三省之後，五胡即「匈奴、羯、鮮卑、氐、羌」這個定義開始被廣泛接受。陳寅恪曾認為五胡與十六國是兩個不同概念，不可混合

## 历史

### 五胡內遷與獨立
秦末漢初，漠北的匈奴成為一個強大帝國，並多次南下劫掠，在被漢朝打敗後，一部分受到漢王朝控制。公元46年之後，東漢朝廷常以招引的方式，將邊疆的草原各族內遷，以便監控或是增加兵源和勞動力。朝廷有意識的削弱邊疆民族的勢力，降低其地位，以方便監控。
到了西晋時，中國漢地北部、東部和西部，尤其是并州和關中一帶，大量胡族與漢族雜住。史書記載「西北諸郡皆爲戎居」，關中百萬餘口「戎狄居半」，對晉帝國呈現半包圍形勢。除了辽河流域的鲜卑和青海、甘肃的氐、羌外，大都由其原住地遷來。這些胡族逐漸成為漢人管轄下的編戶，由於他們需要納稅，因此心生不滿，時有舉兵之事。270年晉武帝時，河西鮮卑禿髮樹機能與匈奴劉猛率眾內侵，直至九年後始平。294年晉惠帝時，匈奴郝散叛，不久平定。兩年後其弟郝度元以齊萬年為首，聯合西北馬蘭羌、盧水胡舉兵，晉將周處陣亡，此事至299年方平。而後郭欽與江統相繼建議強制遷離胡族，江統更著有《徙戎論》，但晉室不予採納。由於胡漢摩擦的狀況沒有改善，當朝廷元氣大傷後，周邊胡族便趁機舉兵。
八王之亂的爆發，使晉廷失去在地方的影響力，胡族陸續叛變。晉惠帝時，益州內亂，巴氐勢力擴大。之後益州刺史羅尚擊殺巴氐領袖李特。304年，李特子李雄繼立後擊敗羅尚，攻入成都，自稱“成都王”（此时晋廷所封成都王为驻邺城的司馬穎），又於306年稱帝，國號「大成」，338年改国号为“汉”，史稱成漢。匈奴劉淵統領五部匈奴，成都王司馬穎結其為外援。304年司馬穎遭王浚圍攻，遣劉淵回并州發兵支援。劉淵回并州后乘機宣布獨立，稱漢王，自稱繼承漢朝正統。308年劉淵稱帝並遷都至平陽，國號「漢」，后稱「趙」。304年成漢與汉趙的建立，開啟了「五胡十六國」時期。
八王之亂結束後，劉淵為了擴充版圖，遣子劉聰掠奪洛陽，大將石勒及王彌掠奪關東各州。310年劉淵去世，劉聰殺新帝劉和自立為帝。同年，石勒經宛城、襄陽，掠奪江漢一帶，隔年北返。當時關東發生蝗災，洛陽缺糧，司馬越棄晉懷帝於洛陽，率朝中重臣及諸將東行。而後懷帝動員諸將討伐，司馬越病逝，王衍率軍歸葬封國（在東海）。石勒趁王衍東行至苦縣（今河南鹿邑縣）時率軍襲擊，晉軍精銳受屠盡亡，重臣降後被殺。劉聰、王彌及石勒趁洛陽空虛之際合兵攻破，殺害官員百姓三萬餘人，擄走晉懷帝，史稱「永嘉之亂」。313年晉懷帝被殺，晉愍帝於長安繼立帝位，劉聰派劉曜持續攻打。316年晉愍帝投降，最後受辱被殺，至此西晉灭亡。北方諸國紛紛成立。313年張軌控制涼州，封西平公，史稱前涼。315年拓跋猗盧建立代國。334年慕容鮮卑據遼東立國。

### 趙燕更替
劉聰滅西晉後安逸豪奢，疏忽政事，當時曹嶷、石勒等將領分別佔據山東及關東。實際範圍只有山西和劉曜鎮守的關中。318年劉粲繼立，但遭靳準殺害奪權。劉曜與石勒得知後共同平亂，期間劉曜稱帝，改國號為「趙」，史称前赵。石勒得知後也於襄國稱趙王，史稱後趙，雙方決裂。劉曜平定上郡羌、仇池氐等關隴羌氐，威服前涼，雄踞關中。石勒則派石虎擊敗晉將段匹磾奪幽州，擊敗曹嶷奪青州。石勒雄踞關東後，於328年西征劉曜，329年攻滅前趙。330年石勒稱帝，國號亦為「趙」。前涼方面，由於戰亂較少，難民紛紛前往安居，保存了晉代典章制度，久之形成「河西文化」。
石勒為一時雄才，他得漢人張賓相助，安撫世族，重建經濟。當時胡漢關係欠佳，石勒採胡漢分治，於皇帝外另設大單于。稱胡人為國人，漢人為趙人。但這樣未能緩和雙方關係，仍然有衝突發生。石虎於石勒去世後殺石弘自立為天王。他奢侈極淫，任意濫殺，又聽信讒言，奴役非國人的漢人及「六夷」，後趙國勢漸衰。因帝位等因素，石虎與其子石邃（太子）、石宣、石韜發生骨肉相殘，宗室關係降至冰點。349年石虎稱帝後，舊太子黨人梁犢於關中叛變，石虎遣羌將姚弋仲及氐將苻洪平定，羌氐二族坐大。石虎去世後，諸子爭位，殘殺甚烈，後為養子漢人冉閔（石閔）奪得，於350年改國號為魏，是為冉魏。冉闵重用漢人，並鼓勵誅殺羯人，造成對胡人的大屠殺。之後石祗於襄國稱王，號召鮮卑、氐、羌等族抵抗冉閔。冉閔欲聯合東晉驅除胡族，但晉廷因為他稱帝而不理，反而支持向東晉稱臣的鮮卑慕容儁。352年慕容儁攻破邺都，杀冉闵，冉魏灭亡。另外，346年東晉將領桓溫攻擊成漢（成漢於338年為李壽篡位，改國號為「漢」），次年攻入蜀地，成漢亡。
慕容鲜卑於晉室南渡後佔據遼東。337年慕容皝稱燕王，他擊潰來犯的石虎，攻滅遼西段氏鮮卑，繼而重創高句麗，其勢壯盛。慕容儁繼位後，乘後趙内讧之際發兵南侵。352年攻滅冉魏，冉閔兵敗被殺，慕容儁稱帝，建國前燕。先前前燕向東晉稱臣，等冉魏滅後，慕容儁對東晉使者言道：「汝還白汝天子，我承人之乏，為中國所推，已為帝矣」。此時前燕據有關東，關中則為前秦據之。之後慕容儁又派慕容垂、慕容虔與平熙等北伐大破丁零（敕勒）。356年桓溫北伐前燕，攻陷洛陽以及司、兗、青、豫四州，之後桓溫返國，前燕復奪回四州。358年慕容儁下令全國州郡整頓戶口，準備組織150萬大軍以滅東晉，但於隔年閱軍時逝世。慕容暐繼立後，以名將慕容恪輔政，期間慕容恪將東晉收復的洛陽攻下。但慕容暐窮奢極慾，國庫逐漸掏空。慕容恪去世後由慕容評執政，他貪墨昏庸，國政更亂。369年東晉桓溫率軍北伐，進駐枋頭（今河南浚縣附近）。慕容垂率軍嚴防，最後追擊晉軍，晉軍大潰。戰後慕容垂聲名日盛，但遭慕容評排擠而投奔前秦。

### 苻堅崛起

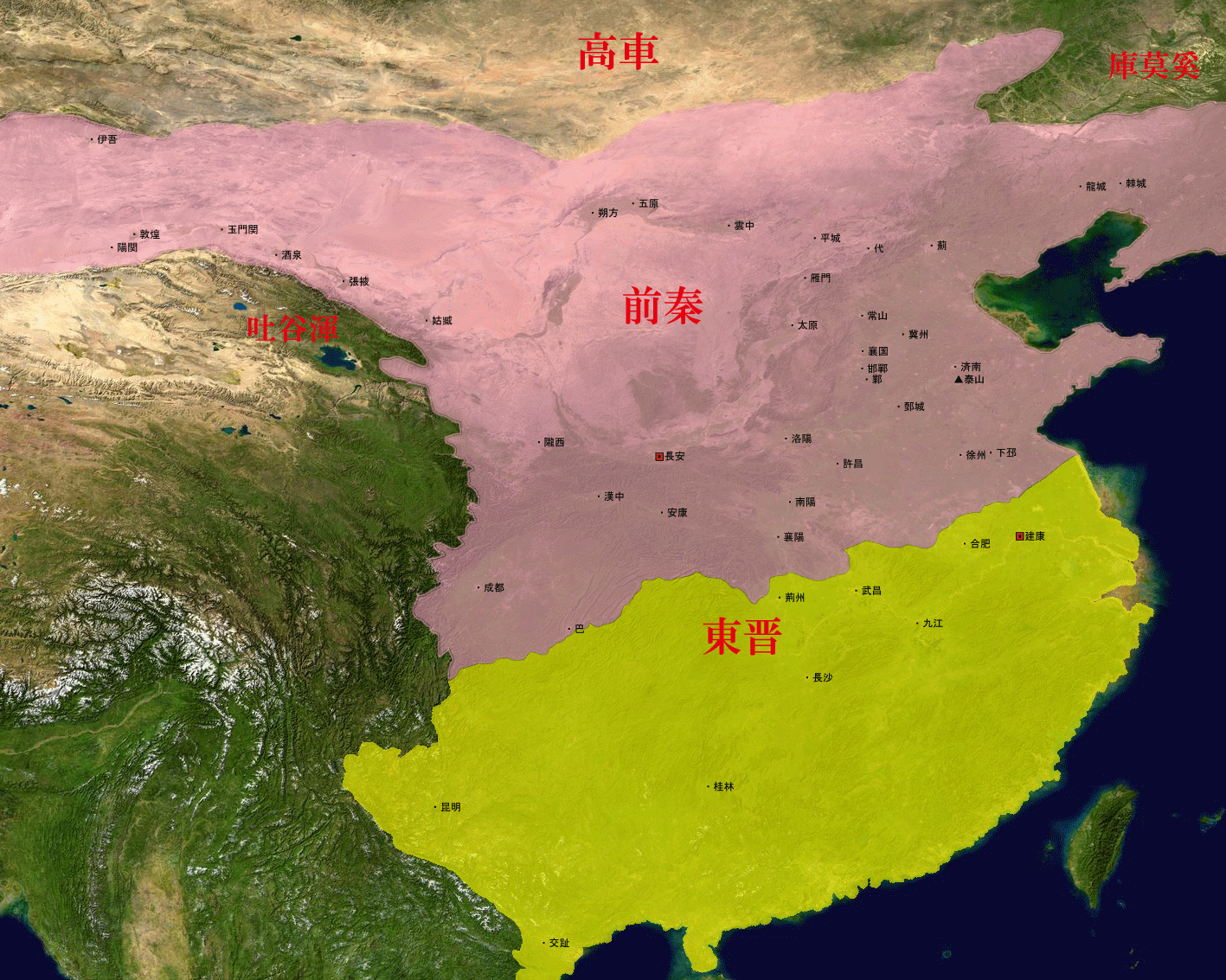
383年前秦南征前夕，紅色為前秦當時最大的領土，黃色則為東晉的領土

氐將苻洪在石虎去世後投降東晉，在後趙内讧時意圖奪下關中，但遭羯族將領麻秋毒死。350年其子苻健成功奪下關中，建國前秦，與東晉斷絕。之後東晉履次派褚裒、殷浩、桓溫等率軍伐之，苻健皆成功抵禦，國勢漸固。之後苻健之子苻生繼立，他淫殺無度，苻健之侄苻堅殺而代之。苻堅崇尚儒學，獎勵文教。他得王猛輔政，得以集權中央，經濟提升，國勢大盛，史稱「關隴清晏，百姓豐樂」。前秦強盛後，苻堅有意一統天下。當時前燕混亂，369年慕容垂投奔前秦。苻堅趁勢派王猛、慕容垂率軍於隔年成功滅燕，取得關東地區。隨後於373年滅前仇池，376年滅代國（拓拔鮮卑）及前涼，前秦統一北方。
在統一北方前，苻堅也開始入侵東晉，於373年攻下東晉梁益二州。五年後派苻丕攻下襄陽，俘虜朱序；派彭超圍攻彭城，但被謝玄擊敗。383年派吕光西定西域，這是自東漢之後再度佔據西域。前秦統一北方後，四周諸國遣使通好，此時只剩東晉，苻堅有意伐之。鮮卑慕容垂與羌將姚萇皆盡力支持苻堅，但王猛與苻融等氐族大臣則強烈反對。這時因為苻堅將諸胡遷入關中以便控制，又將氐族勢力置於國內要衝，以鞏固勢力，此法卻使京師空虛。而且他為人寬弘，亡國君臣皆授官位，但任其率領舊部，造成隱憂。
王猛去世前告誡苻堅應該先整合好國內異族再南征，但苻堅仍一意孤行。383年5月桓沖率10萬兵攻襄陽，苻堅派苻睿、慕容垂等人防禦。苻堅認為時機已到，於8月率舉國之師南征東晉，兵分三路，聲勢浩大。他親率步兵60萬抵達項城，派苻融為先鋒率27萬兵攻打壽陽，梁成等人屯洛澗以控淮河。東晉謝安則命謝石、謝玄等人率8萬北府兵北上救援。10月秦軍前鋒攻陷壽陽後，苻堅趕往指揮，並派朱序向謝石諸將勸降，但朱序盡洩秦軍虛實。11月晉將謝玄派劉牢之率五千精兵攻破洛澗並率軍西行，與秦軍對峙淝水。12月謝玄向苻堅建議後退決戰。諸秦將認為阻敵淝水畔比較安全，但苻堅認為半渡而擊可主動對決。當秦軍後移時，晉軍渡水突擊，朱序於後軍大喊秦軍已敗。此時秦軍大亂，謝玄等人乘勝追擊，秦軍全面崩潰，苻融戰死，苻堅中箭，孤身北返，後由慕容垂護送，史稱淝水之戰。

### 諸國混戰

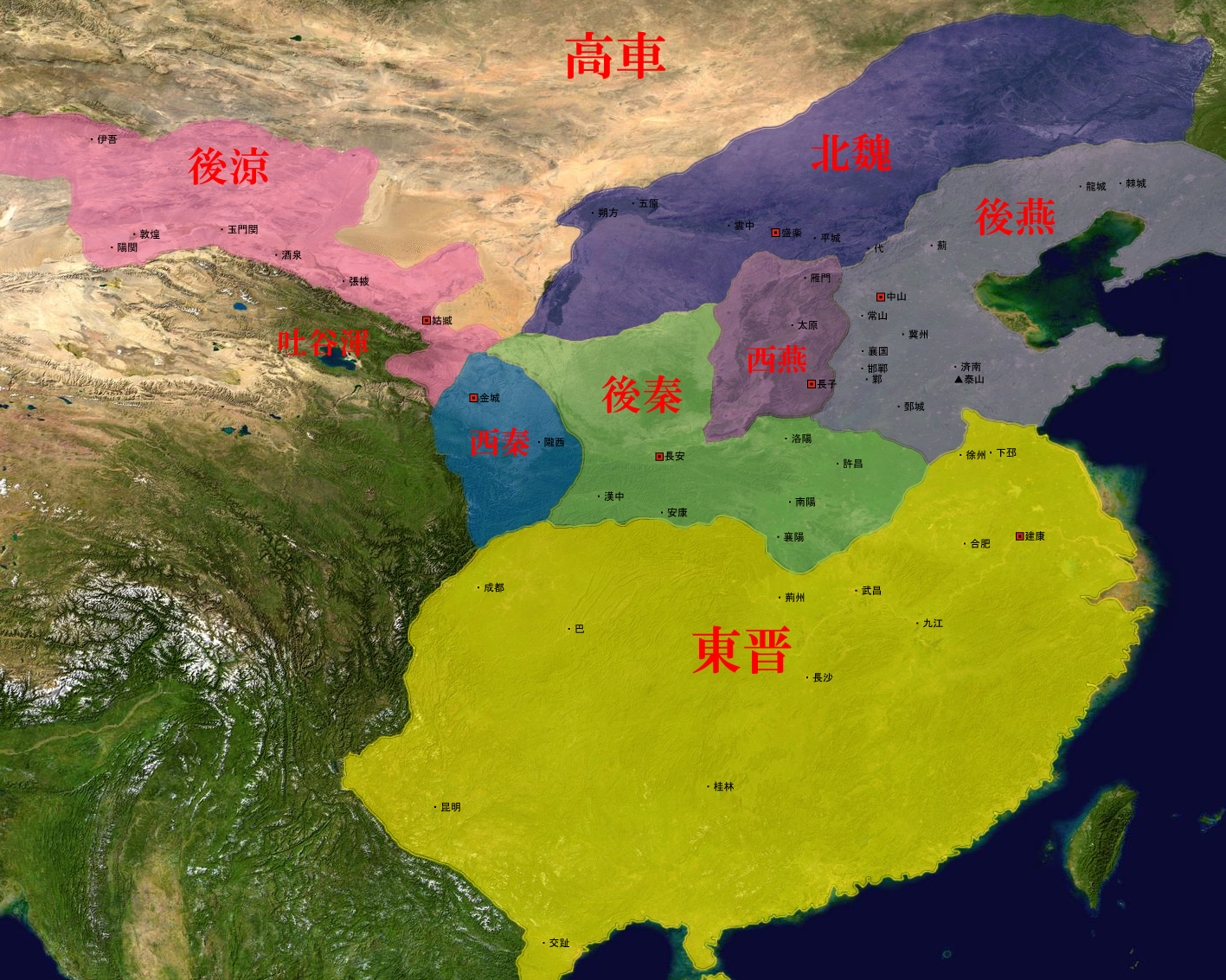
394年五胡十六國與東晉形勢圖，當時有後涼、北魏、後秦、西秦、後燕與西燕等

由於前秦的主力在前方，京師兵力不足，關中的鮮卑、羌、羯等族在得知前秦大敗後紛紛獨立。隔年東晉發動北伐，攻下山東河南一帶。至此前秦崩潰，北方再度回到諸雄混戰的局面。淝水之戰隔年（384年），各胡族紛紛獨立。鮮卑慕容垂於河北復國，史稱後燕；前燕皇族慕容泓與慕容沖於山西建國西燕；前秦羌將姚萇自立，建國後秦。第二年（385年）西燕軍攻陷長安，苻堅最後被姚萇所殺。由於前秦鄴城被後燕攻下，苻丕於晉陽繼立。苻堅被殺後，鎮守前秦勇士川（今甘肅榆中）的鮮卑將乞伏國仁自立，建國西秦。仇池氐楊定也宣佈復國，並稱藩於東晉，史稱後仇池。
第三年（386年）拓跋鮮卑拓跋珪於代地復國，國號「魏」，臣服於後燕，史稱北魏。西定西域的前秦氐將呂光返國並佔據涼州，在得知苻堅被殺後於姑臧（今甘肅武威）建國後涼。西燕的人民（鮮卑族）欲東歸故鄉而發生內亂，最後由慕容永率眾東征佔據并州（今山西省範圍），建都長子。而前秦苻丕欲西行關中但被西燕帝慕容永所阻，南下東垣被東晉守將馮該殺死。前秦苻登於南安繼立，據有隴西。三年內，北方八國並立，關隴地區有前秦、後秦、西秦、後涼、後仇池，關東地區則有後燕、西燕及北魏，維持了九年。
關中方面，後秦帝姚興於394年連同西秦帝乞伏歸滅前秦。六年後後秦攻滅西秦，乞伏乾歸投降，受姚興重用。而匈奴鐵弗部族長劉衛辰因攻北魏戰敗而亡，其子劉勃勃（後改姓赫連）投奔後秦。在後涼投降後秦後，關中暫時為後秦盤據。407年赫連勃勃叛秦，於統萬建國胡夏，並屢次攻擊後秦。後秦國勢大衰，乞伏乾歸趁機光復西秦。其子乞伏熾磐繼立後攻滅南涼，據有隴西。416年12月後秦幼主姚泓初立，東晉劉裕發動第二次北伐，率王鎮惡等將伐後秦。晉軍連克許昌、洛陽。隔年攻破長安，後秦亡。之後劉裕因故返國，留守將領發生內鬨。夏帝赫連勃勃趁機率軍攻下長安，據有關中。另外，於405年建國譙蜀的譙縱，早在劉裕第一次北伐後就派朱齡石攻陷成都，譙蜀亡。
河西方面，後涼分裂出南涼及北涼，由於四周強敵漸漸威脅，最後向後秦投降。397年禿髮烏孤脫離後涼，建國南涼，最後南涼敗於北涼和夏，為西秦所滅。同年匈奴別部盧水胡沮渠蒙遜擁漢人段業於張掖獨立，401年沮渠蒙遜殺段業取代，史稱北涼。405年敦煌太守李（漢族）叛北涼，建國西涼，後亡於北涼。此時關隴地區有胡夏、西秦、北涼及後仇池四國。

### 北魏一統

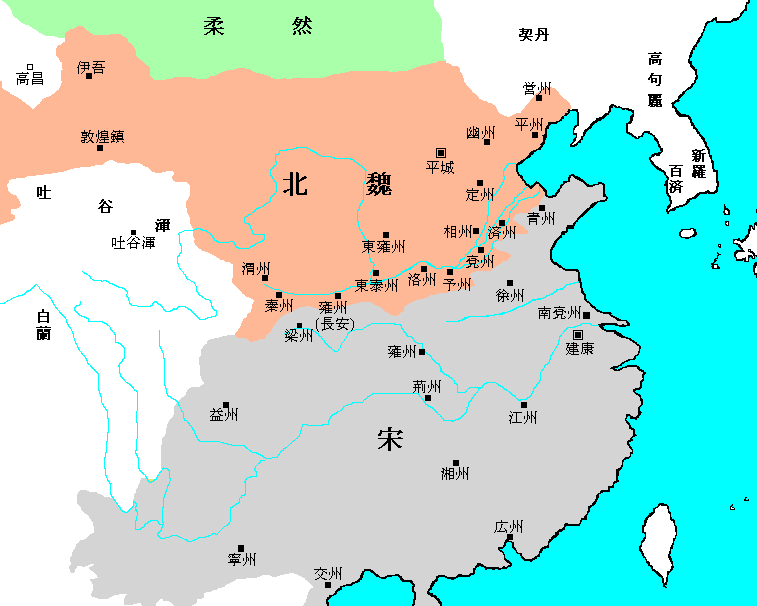
南北朝初期北魏與劉宋對峙圖

關東方面，西燕在并州（今山西省範圍）建國後，於394年被後燕帝慕容垂所滅。由於北魏道武帝拓跋珪派兵幫助西燕，所以隔年慕容垂派太子慕容寶北伐北魏。慕容寶於參合陂之戰慘敗給拓跋珪後，請求其父慕容垂為他雪恥。於是慕容垂於隔年親率大軍伐魏，攻陷平城，拓跋珪則率眾北遁以迴避之。但慕容垂於返途中去世，之後後燕逐漸衰弱。396年拓跋珪攻下并州，隔年慕容寶企圖反擊并州，最後被拓跋珪擊敗。而後拓跋珪大舉入侵，圍陷後燕首都中山，並遷都到平城。慕容寶則撤至根本之地龍城，後燕分裂為兩地。此時慕容德不願撤往北方，南下滑台，建國南燕，之後遷都至廣固。後燕在慕容熙稱帝後，君主昏庸，百姓勞苦，國家衰敗。409年馮跋舉兵殺慕容熙，擁高雲為帝，建都龍城，之後馮跋繼立，史稱北燕。而南燕在慕容超繼任後屢次攻伐東晉，最後於隔年被東晉的劉裕討伐而亡。此時關東僅北魏、北燕兩國。
魏明元帝拓跋嗣繼立後，時常攻掠劉宋（劉裕篡東晉後所建之國）的河南地。423年魏太武帝拓跋燾繼立，他勵精圖治，國力大盛。拓跋燾在解除北方柔然的威脅後，開始統一華北。北魏對各民族的文化與制度採取包容態度，這減少北魏進軍的阻礙，但也使北方民戶複雜化。三年後拓跋燾大舉伐夏，攻下關中，胡夏遷至平涼。430年西秦為北涼所逼，意圖投降北魏，但隔年為夏帝赫連定所滅。赫連定意圖再滅北涼以維持胡夏，但卻被吐谷渾君主慕容慕璝襲擊而俘虜，最後斬於北魏，胡夏亡。436年拓跋燾率軍遠征北燕，馮弘逃至高句麗，北燕亡，馮弘最後被殺。439年北魏大軍圍攻姑臧，沮渠牧犍出降，北涼亡。至此，北魏統一華北，進入「南北朝時期」。然而，還有後仇池未滅，直至443年方亡於北魏。

## 疆域與行政區劃

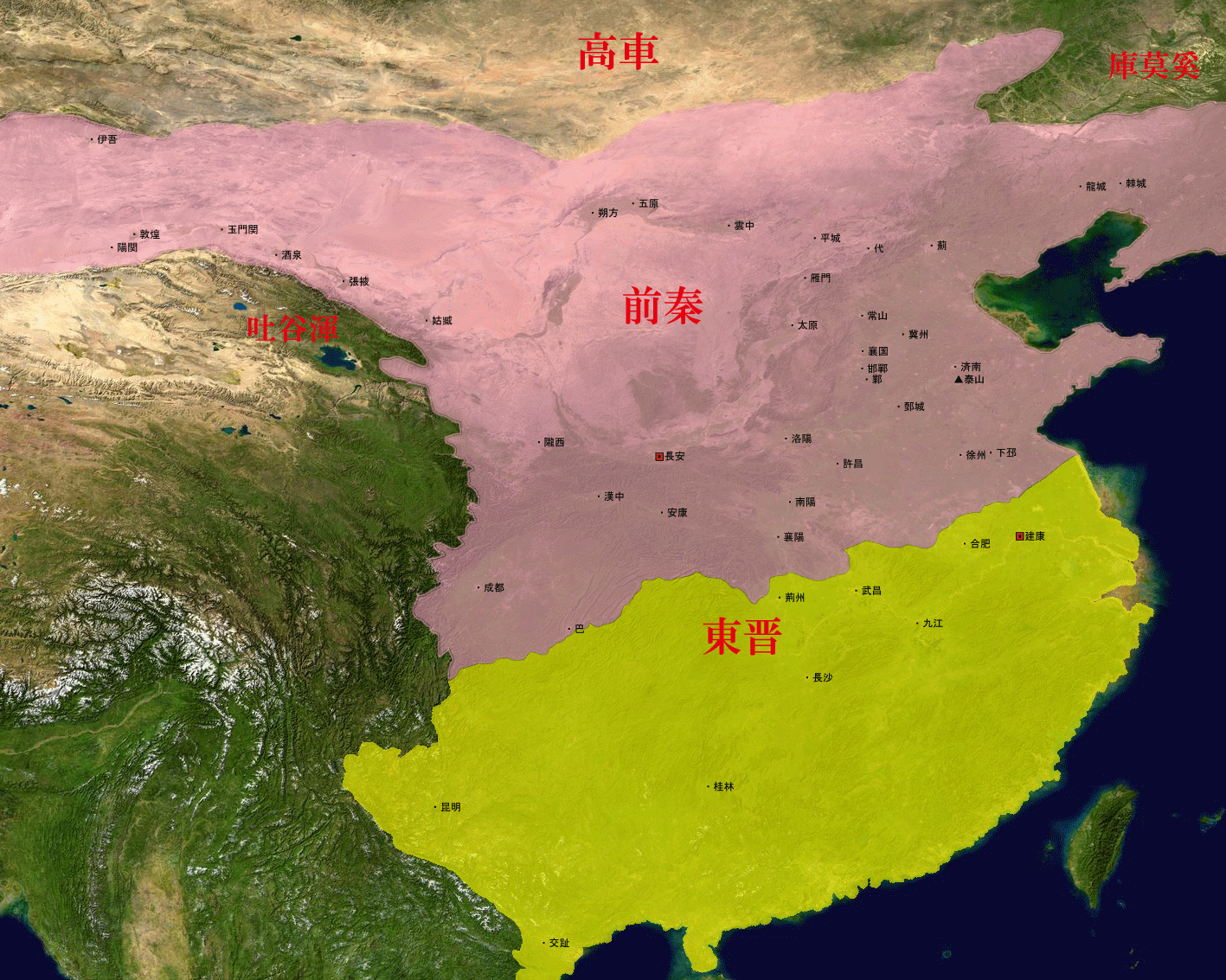
五胡十六國主要範圍涵蓋華北、華中北部與四川等地。383年南征前夕的前秦，此时它扩展到了五胡十六國單一國家的最大範圍

西晉末年，全國共有21州。十六國時期，北方諸國的範圍大約是華北地區及四川地區。疆域的變更可分成五期，分別是：前趙、後趙、成漢及東晉時期；前燕、前秦及東晉時期；前秦東晉對峙時期；諸國混戰與東晉時期，此時北方以後燕及後秦最盛；北魏、胡夏、北涼及東晉時期。在諸國分立的時期，只有局部地區短暫的統一，例如前趙、後趙、前燕、後燕先後統一中原。只有前秦一度統一華北、華中北部與四川等地，為五胡十六國單一國家的最大範圍。
北方諸國的行政區劃大多繼承西晉，為州、郡、縣三級制。雖然各國佔地不大，但往往分置許多州，以致州境縮小。並且將自己沒有統治的州郡也常常在境內設置，例如前趙將幽州設在北地郡，後秦將冀州設在蒲坂，南燕將徐州設在莒縣等。由於一些國家採胡漢分治的制度，所以設置各種族專屬的行政區。例如前趙劉聰置左、右司隸及內史，用來統治漢人。單于左、右輔及都尉，則用來統治胡人。為求虛名，以表示境域廣大，常將境外鄰境的州增設於本國內。例如後燕設置雍州於長子（原屬并州），成漢設置荊州於巴郡（原屬梁州），南燕置并州於陰平（今江蘇沭陽北）。所以往往多個國家同時擁有同名異地的州。北魏統一華北後即整合政區。由於州境縮小，郡失去意義而逐漸廢除。
此外，北方諸國會成立僑州郡縣以安置流民，通常會依據流民原籍來定新州郡名。如前燕慕容廆立國於遼東時，他將投奔來的冀州人設冀陽郡、豫州人設成周郡、青州人設營丘郡、并州人設唐國郡。河西在西晉末已有為流民設置的郡縣，在張軌為涼州刺史時，就為秦、雍流民設置武興郡。405年，西涼李即為南人置會稽郡、中州人置廣夏郡。這些郡縣略同於東晉南朝的僑州郡縣，只是使用大略的地名而非流民原籍。
十六國也如同西晉一樣，設有行台制，但性質較為不同。行台是魏晉時期的機構，在戰爭發生時，中央機構尚書台派出機動的行政單位（可能只是一部分尚書台官員或只有使者之類的），代表朝廷隨軍都督。但是十六國的行台是尚書台派出單位，設置於戰略位置的地方最高軍政機構。例如後趙石勒建都於襄國，設行台於洛陽。後燕慕容垂建都中山，設行台於薊，以慕容盛為尚書左僕射錄行尚書事。北魏初期設有鄴、中山行台，皆為軍事重鎮。到南北朝時期，行台逐漸成為最高一級地方行政機構而凌駕於州郡之上。由於行台掌握地方軍政大權，減弱中央對地方的控制力，外重內輕的狀況更嚴重。

## 政治體制

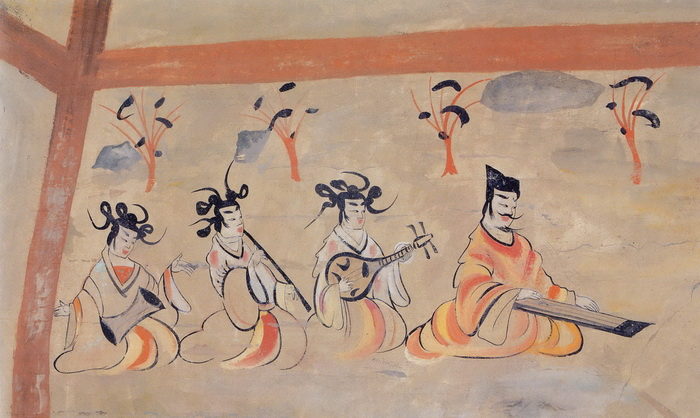
後涼-北涼時期的《燕居行樂圖》。奏樂的二名女樂伎分別演奏阮咸琵琶、長笛、細腰鼓。髮梳「不聊生髻」，因形制看似紛亂而得名，着鷄心領寬袖長衣

十六國時期的政治比較混亂，皇權不穩固，諸侯想要獨立，常常是強者奪位，弱者被殺。例如前趙靳準殺害皇帝劉粲奪權、後趙石虎殺皇帝石弘自立為帝等等。或是各地豪強舉兵叛變，例如前秦在淝水之戰敗給東晉後，諸族分裂獨立，前秦帝苻堅、苻丕也先後被各地叛軍殺害；後涼分裂出南涼及北涼，而北涼又分裂出西涼；胡夏叛變，屢次襲擊後秦，使得西秦得以脫離後秦復國；北魏叛後燕，襲擊攻入後燕首都，使得後燕分裂成北燕與南燕等。皇帝為了鞏固政權，往往採取卑劣和殘暴的手段來消除妨礙皇權的不安因素，甚至骨肉相殘，手足相鬥。例如石虎與其子石邃（太子）、石宣、石韜發生骨肉相殘。慕容垂被慕容評與前燕帝慕容暐排擠，最後投奔敵國前秦。直到北魏一統華北，皇權不穩的問題才告一段落。
十六國時期政治的一個特色是胡汉分治，將漢人與胡人以不同的制度作統治。以漢國（即前趙）為例，劉聰同時居皇帝（漢人的君主）和單于（胡人的首領），漢人以戶為單位設官統治，而胡人以落（指以帳篷營生的單位）為單位，設不同系統的官員來統治。另一個統治特色是，以種族、部族為中心的政軍結構。許多國家延續原本遊牧社會中，以部族和血緣為中心的體制，國家僅是各部族之間的聯盟，因此各部族領袖在軍政上有較高的權力，皇帝的君權較不能如其他朝代那樣直接透過官僚機構達成，也容易造成因宗室、部族領袖之間發生內訌而造成內戰。。前秦的苻堅和王猛即希望針對加以改革但尚未完全成功，後來北魏的拓跋珪將部落解散，設立新的公家統治機構，才逐漸減弱這種統治特色。
許多五胡的君主如劉淵、苻堅等等皆深染中國文化，所以皆採用其文化如提倡儒術、禁止烝妻報嫂等等。九品中正制也繼續使用，用來拔選世族人才，使為己用。當時世族之所以和胡族君主合作，主要為了苟全性命，許多世族輕視胡族君主文化低落。甚至有些世族，告誡子孫不可將出仕胡族的經過寫在墓碑上。石勒曾典定士族九法、慕容寶定士族舊籍貫、苻堅復魏晉士籍，皆用來承認世族權利石勒每破一州，必集中世族於「君子城」或「君子營」，下令不可欺辱之。華北動亂時，眾多人民逃往遼東，慕容皝設僑郡收留，並辨別世族清濁，後來這些世族成為前燕的基石。直到慕容氏諸燕後燕、西燕及南燕仍然繼續執行。前秦君主苻堅受謀士王猛影響，十分熱愛漢文化。他在攻滅前燕後，即聽王猛建議，重用關東世族。後來在王猛與眾士大夫經營之下，前秦國力提昇。苻堅也接受「大一統」的思想，發兵南征，但大敗。鮮卑北魏拓跋自開國之初即重用清河崔氏，大約亦採用九品官人法，至拓跋燾時期已出現了「中正官」的記載。這些都助長北方世族的發展。

## 外交

前燕（藍色）的勢力分佈與東北、朝鮮地區的各國分布圖

東北以高句麗和慕容鮮卑最強。高句麗原受慕容鮮卑多次打擊，342年前燕慕容皝攻陷其都城丸都。在諸王勵精圖治下，於廣開土王高談德即位後，入侵新羅、百濟及夫餘等國，並與後燕的戰爭中奪得遼河流域及遼東半島。後燕帝慕容熙兩次出兵反擊，力圖奪回遼東地區，均未達到目的。436年北燕被北魏攻滅後，燕帝馮弘投奔高句麗。然而馮弘在高句麗號令如在本國，引起長壽王高璉嫌惡，最後殺之。位於幽州北方，宇文鮮卑的別支庫莫奚與契丹也開始崛起。414年庫莫奚虞出庫真率部落與北燕在營丘互市，隨後與契丹歸附北燕。北魏滅北燕後，契丹與庫莫奚也先後歸附北魏。
蒙古高原則為拓跋鮮卑（即後來的北魏）的勢力範圍，於南北朝時期為鮮卑別支柔然佔領。柔然始祖木骨閭是鮮卑拓跋部奴隸。鮮卑拓跋一部份南遷中原後，留下的部份進居陰山一帶。402年首領社侖自號「豆伐可汗」，建庭於鹿渾（今蒙古國哈爾和林西北），合併附近部落建立柔然汗國。柔然稱霸漠南漠北，在土拉河一帶打敗敕勒，也多次與拓跋部建國的北魏對戰。敕勒最早生活在勒拿河至貝加爾湖附近，又被稱為丁零、鐵勒與高車。五胡亂華後，在中原的丁零人曾建立翟魏國。487年漠北的阿伏至羅擺脫柔然統治，率10萬多人西遷，在車師地區建立高車國。著名的《敕勒歌》，是北齊時敕勒人的鮮卑語牧歌，後被翻譯成漢語。

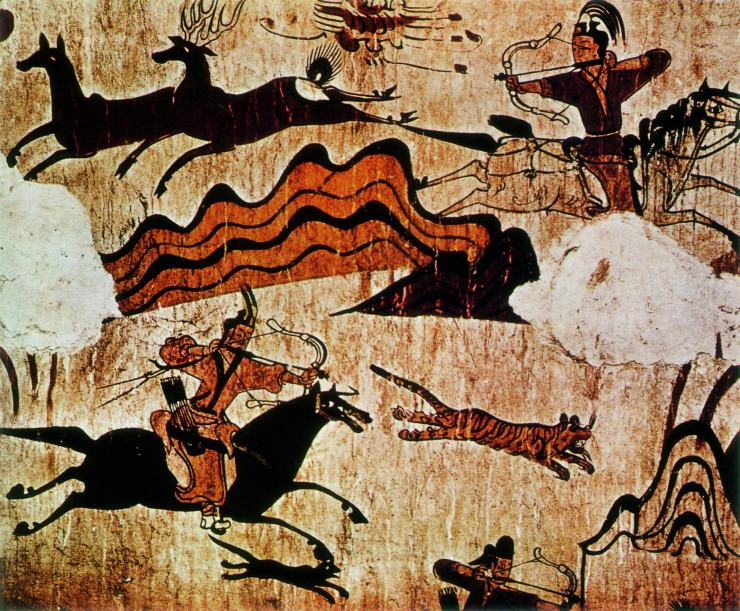
高句丽古墳群壁画

西域方面有鄯善、龜兹、于闐、車師及疏勒等國，屬於涼州各國的勢力範圍。前涼、後涼、西涼及北涼都先後擁有部份西域地區。前涼在西域設置高昌郡和闐地縣，歸沙州刺史屬下的高昌太守管轄。還設置西域長史營、戊己校尉營及玉門大護軍營等管理西域日常事務。其他涼州國家一直延續此制度。382年前秦苻堅應車師前部王彌闐等人要求，派呂光遠征西域大宛諸國，並於西域設置都護。呂光後來建立後涼，派其子呂覆為西域大都護。420年西域歸北涼時，鄯善王比龍入朝北涼，西域各國也紛紛向北涼稱臣納貢。
吐谷渾原為鮮卑慕容部的一支，283年鮮卑單于慕容涉歸的庶長子慕容吐谷渾，因與慕容廆雙方不和，率所部西遷。313年時至隴西枹罕立國，統治今青海省、甘肅省南部、四川省西北等地的氐、羌民族。碎奚繼位時，於371年隨仇池氐王向前秦稱臣，被封為安遠將軍。後來，繼位的視連、視羆都臣服於西秦，被封為沙州牧、白蘭王。慕璝繼位時，率軍襲擊胡夏末帝赫連定，使胡夏滅亡。

## 軍事制度

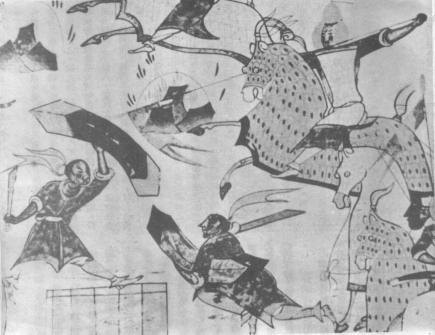
北方民族戰爭圖，右上角的重騎兵是五胡的主要戰力

十六國時期的北方諸國多實行異族分治制度，或稱為胡漢分治制度，在一國之中，實行兩種不同的軍政體制。對漢族人民，仍按漢族的傳統方式進行統治。對少數民族，則按各自的部落傳統進行統治。這使得軍事統帥被分為單于台與都督中外諸軍事並立，後來隨形勢發展漸漸合併。在軍隊形式上大致同西晉兵制，具有中軍、外軍組織及都督、將領等職務。中軍直屬中央，編為軍、營，主要保衛京師；外軍為中央直轄的各州都督所統率的軍隊。各國兵權，大多掌握在宗室手裡，任都督中外諸軍事除了前秦王猛（非宗室）外，有前趙劉宣、劉曜等人，後趙石弘、石斌，前秦苻雄、苻法等人。這本來是加強朝廷的措施。但往往變成皇位之爭而與太子自相殘殺，最後導致亡國。

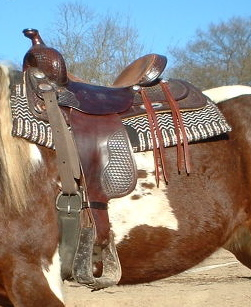
馬蹬，強化騎兵戰鬥力

各國軍隊以騎兵為主，步兵其次。各國本民族的部落兵多為騎兵。隨著攻城戰的出現以及讓漢人編列為軍隊，步兵數量也逐漸增加。如前秦南征東晉之際，即以步兵六十萬，騎兵為二十七萬，不過各國並非都改任步兵為主力。在兵役制度方面，則是實行本族全民皆兵的部落兵制，並兼有魏晉世兵制的特點。只要是凡識於戰鬥的本族人民，皆作為軍隊基本兵力。基本上中軍為終身制，其家屬通常隨營聚居，稱營戶，負責供應軍糧。鎮守各地的外軍，其隨營聚居的家屬則稱鎮戶。營戶與鎮戶都是其兵力來源。其他人民方面皆實行徵兵制，徵發各郡、縣的各族人民補充軍隊。其中漢族兵的來源，還包括來自投降的塢堡和招募的農民，一般都是終身為兵。
十六國時期各國騎兵均已強化。當時馬蹬已經十分普遍，其最大功能是可以解放雙手，騎兵開始可以靠雙腳控制平衡在馬上衝、刺、劈、擊，這大大提升騎兵的戰鬥力。馬鎧也成為騎兵較普遍的裝備，來保護戰馬免受遠射兵器攻擊。

## 人口

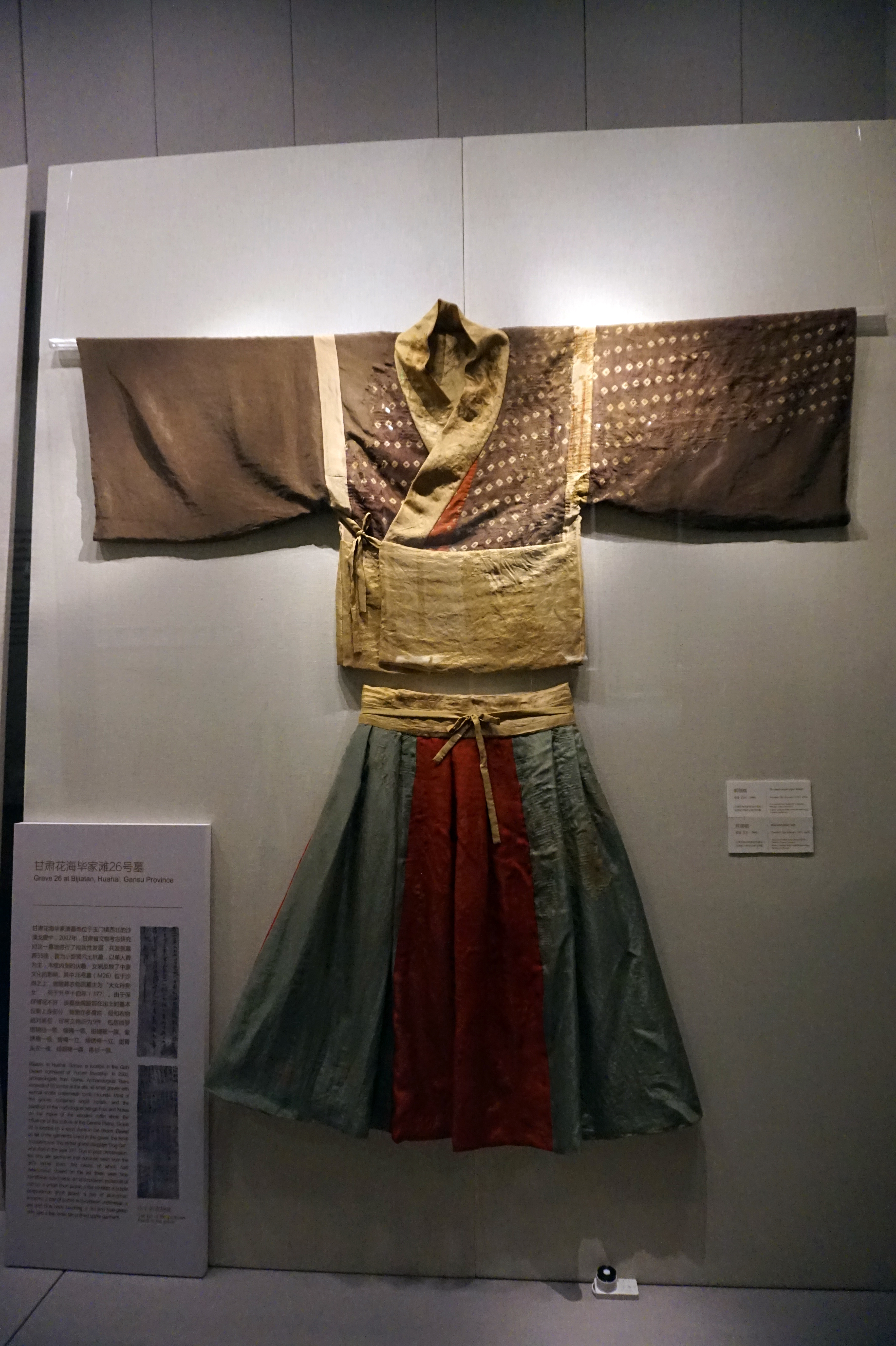
甘肃出土的前秦时期紫缬襦、绯碧裙

五胡十六国前期，西晉人民为了躲避战乱，大量人口南迁，其规模之大、持续时间之长可谓史无前例。成汉的益州（四川）、前凉的河西走廊、前燕的辽河流域吸引了大量難民，成為立國的基石。河西姑臧還成為丝绸之路上的经贸外来重镇。至於留在中原地區的人民則庇護在塢堡或是部落貴族。塢堡大多由世族豪強建立，主要作為軍事防衛。世族豪強所擁有蔭戶不承擔國家賦役，僅對塢主負有義務。為了保證國庫收入和勞役來源，各族君主往往進行戶口檢查，將蔭戶復歸於編戶。
當時在中原活躍的北方民族有鮮卑、烏桓、高句麗、丁零、羯、南匈奴、匈奴別支铁弗及盧水胡、以及西部的羌、氐、巴等人。卡尔·魏特夫認為這些民族所建立國家屬於滲透王朝。這些遷入的民族與滯留北方的漢人產生「文化採借」，雙方逐漸進行文化交流與民族的融合，其中北方諸國的典章制度與禮儀法律幾乎交由漢人制定。日本学者杉山正明認為，這些游牧民族原本就存在於中原，在農耕為主的漢族居地之間活動，並逐漸定居，改成以農業生活。認為中原是漢族固有土地，這些民族是外來滲透，是中國傳統上以漢族為中心的史觀所造成。
在交流中，因為思想衝突、種族糾紛及政治鬥爭等因素，時常發生破壞、屠殺等衝突。在前秦之前，由于相互攻杀，导致游牧民族和汉族的人口大幅减少，以冉魏为例，冉闵曾经下令漢人屠杀胡羯，為殺胡令，造成二十余万胡人死亡，羯人滅族；石赵被灭时，各路百姓和游牧民族各自返回原住地，来往途中相互攻杀，加上粮食短缺，最终能够返回家乡的只有出发时的十分之三不到。
在五胡十六國中期，北方各族與漢民族彼此間展開民族與文化的融合，社会环境趋于稳定，人口开始逐渐回升。早東漢至魏晉時期，北方各族陸續內遷至中原，與漢族一同居住，但是時常受到漢官欺壓或受漢人歧視。當時北方各族即受漢文化影響。如匈奴、氐族改用漢姓並學漢語及經書。中原也流行胡族文化，對於北方民族的生活用具、服裝及音樂均感興趣，並普遍食用牛羊酪漿。當北方諸國一一滅亡之後，由於草原故鄉被柔然等新興民族佔據，而且已經適應中原文化與生活。所以這些民族絕大部分沒有退返草原，而是留在中原與漢族合為一體。民族的融合直到北周、隋朝方完成。在東晉南朝方面，中原漢人在衣冠南渡後，也和當地漢人、山越等百越诸族、及南方其他各民族發生衝突及融合。在隋朝統一中國後，南北漢人的界線逐漸模糊，融為一體。

## 經濟

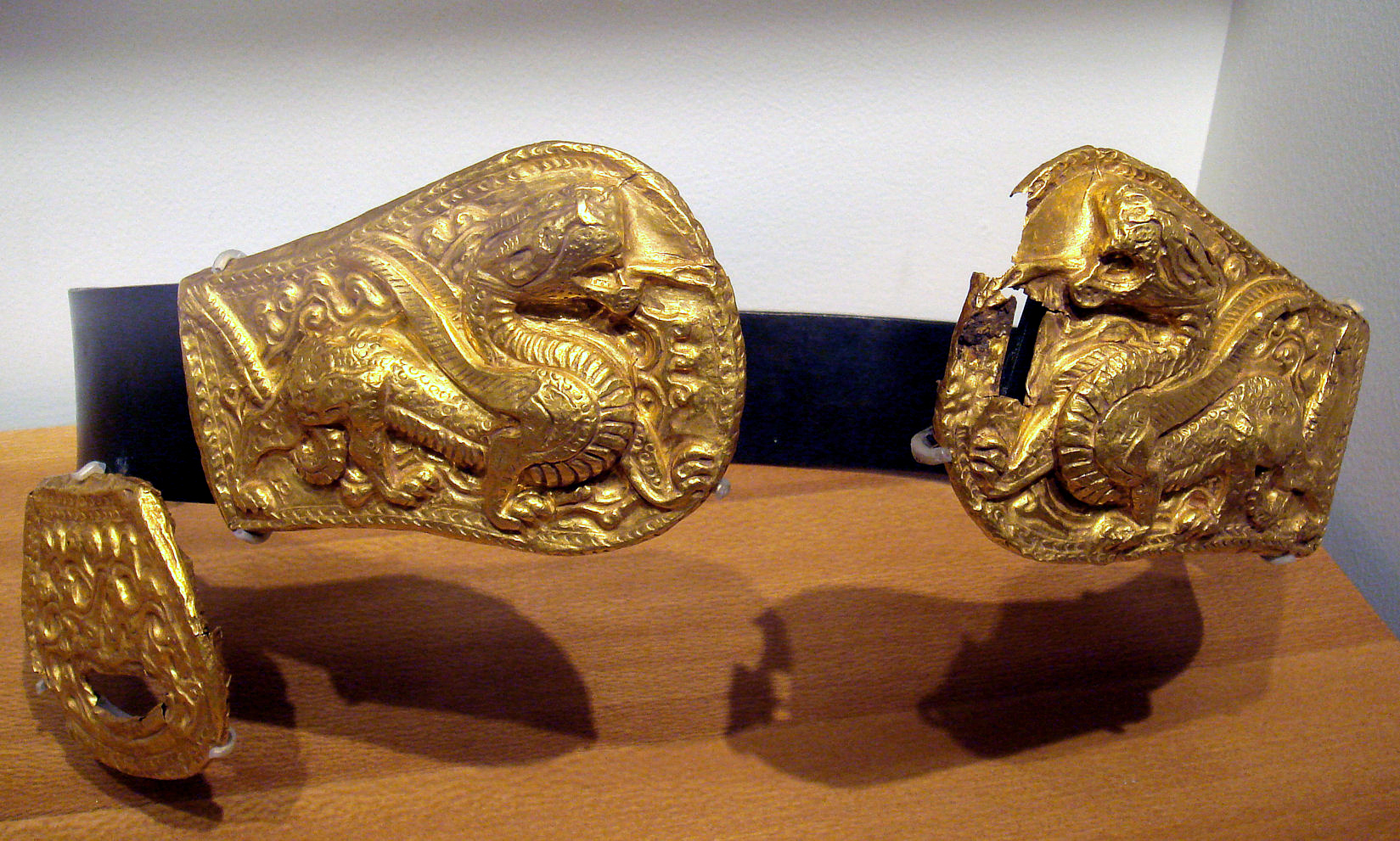
鮮卑族的皮帶扣，約3至4世紀之間。

當時黃河南北與關中地區是遭受戰禍最劇，經濟破壞最為嚴重。當時人民不是依附塢堡，成為塢主的部曲。就是遷移至各國首都附近，提供生產或兵役用。各國也會互相掠奪人民、財富以充實國力或是補給軍隊。由於人民頻繁的遷移，使得在初期難有經濟發展。
有些國家在穩定之後，開始發展經濟。例如後趙石勒在崛起過程中，大廝殺掠。但在立國後開始發展經濟，勸課農桑，頒布的稅收卻比西晉還輕，經濟逐漸復甦。但在石虎統治之後，勞役漢人，揮霍無度，經濟下滑。另外，有些國家早在開創時期就已經打下基礎，做好內政，吸引不少流民投靠。早在成漢成立之前，已有大批流民投靠巴氐李氏。李雄建立成漢後，在他統治之下「事少役稀，百姓富實」，成為最安定的地區。前燕慕容皝在統治遼東時即仿照曹魏，開放荒地讓流民種植。前涼統治的河西地區，由於相對中原較少戰亂，大量流民投奔。農業、畜牧業都有所發展。絲路也能保持暢通，使得首都姑臧成為商旅往來的樞紐，漸漸發展出「河西文化」。
前秦苻堅崇尚儒學，獎勵文教。他任漢人王猛輔政，王猛發展經濟，關中的農業、手工業和商業獲得恢復和發展。使得前秦國勢大盛，史稱「關隴清晏，百姓豐樂」，打下統一華北的基礎。前秦崩潰之後，後秦姚興注重刑罰，懲治貪污，關中經濟稍微恢復。之後西涼李暠在玉門關、陽關開墾荒地，史籍記載「年穀頻登，百姓樂業」。北燕馮跋減輕賦役，南涼禿髮烏孤注重農業，皆重視根據地的經濟發展。

## 文化
邊疆各族在華北地區立國後，互相混戰。在這些國家中，以前秦（氐族）和後秦（羌族）的文化最為興盛，其次則是鮮卑慕容氏建立的前燕及後燕。此外，漢族張軌、李暠所建立的前涼和西涼，更是當時的文化中心，史稱「河西文化」。各国的统治者为了维护政权的稳定也发展教育。前赵刘曜设置太学、小学，选拔人才。前燕慕容皝设置官学，并著教材《太上章》和《典诫》。后秦、南凉设置律学，召集地方散吏入学。

### 文學

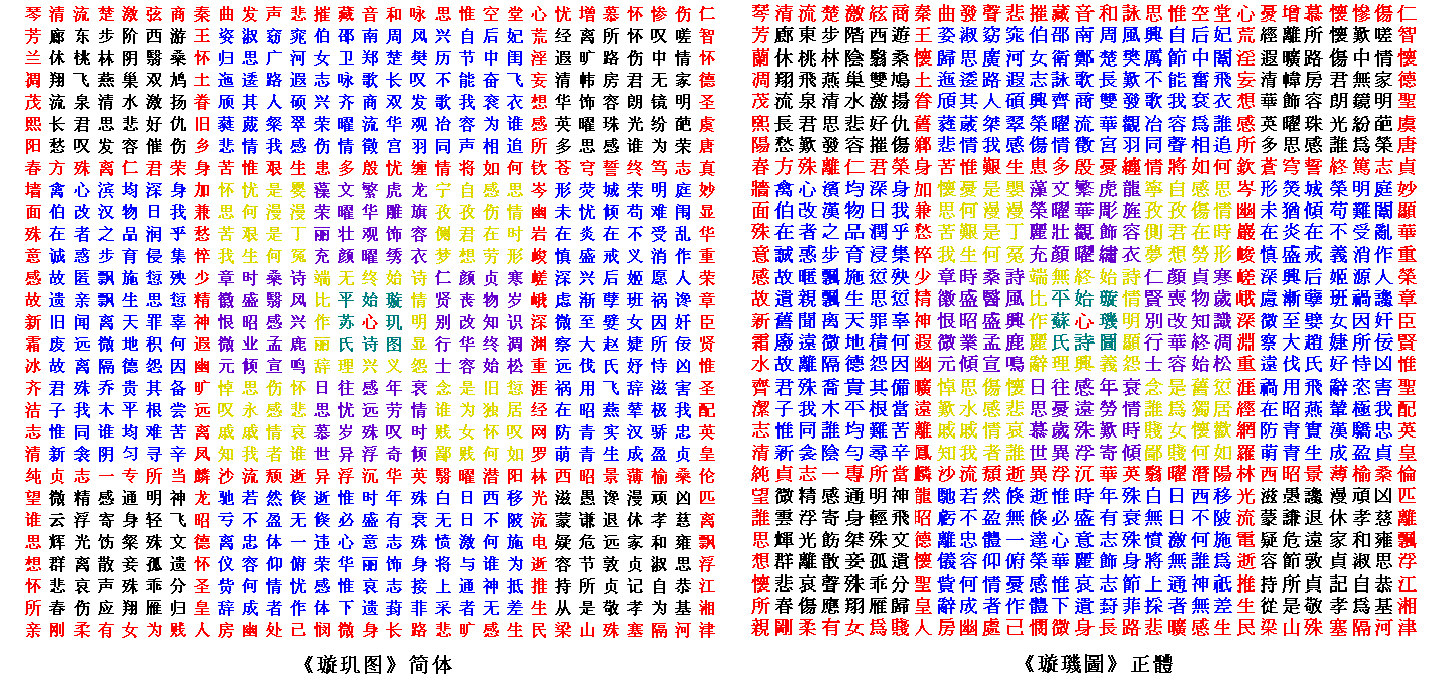
蘇蕙的迴文詩《璇璣圖》

當時流傳下來的詩及賦不多，可能因為藝術價值不高，所以流傳不廣。至於章奏符檄，《周書‧王褒庾信傳論》認為有可觀之作，文風上接近西晉末年的風格。民歌方面，著名的大抵保存於《樂府詩集》的《梁鼓角橫吹曲》。其中有出於氐族的《企喻歌》、出於羌族的《瑯琊王歌辭》、出於鮮卑族的《慕容垂歌辭》。《晉書》的「載記」還保存一些當時的諺語，如流傳於前秦的「長鞘馬鞭擊左股，太歲南行當復虜」、「河水清復清，苻詔死新城」等。
該時期的作品以前涼和前秦的文人居多。前涼張駿著有樂府詩《薤露》、《東門行》兩首，收錄於《樂府詩集》。前涼大臣謝艾的奏疏曾被《文心雕龍》提到，他的文集可在《隋書‧經籍誌》看到。西涼李暠所著的《述志賦》載於《晉書》本傳，這篇賦表現出他建功立業的志趣和對西涼局勢的憂慮，內容頗有文采。前秦趙整著有兩首五言四句詩，用比興的手法諷諫苻堅。他還有一首琴歌《阿得脂》是雜言體，有些字句難解，大約雜用氐語。苻堅的侄子苻朗為散文家，作有《苻子》，其中有不少片斷頗具文學意味。女詩人蘇蕙的迴文詩《璇璣圖》雖然有文字遊戲的意味，但仍表現出遣詞用語的功力，成為流傳不絕的佳話。另外，後秦宗敞為王尚申辯的奏章，被呂超認為可與曹魏的陳琳、徐幹，以及西晉的潘岳、陸機相比。後秦胡義周（作者存疑。）為赫連勃勃作《統萬城銘》，獲《周書‧王褒庾信傳論》讚揚為典雅莊重。

### 宗教

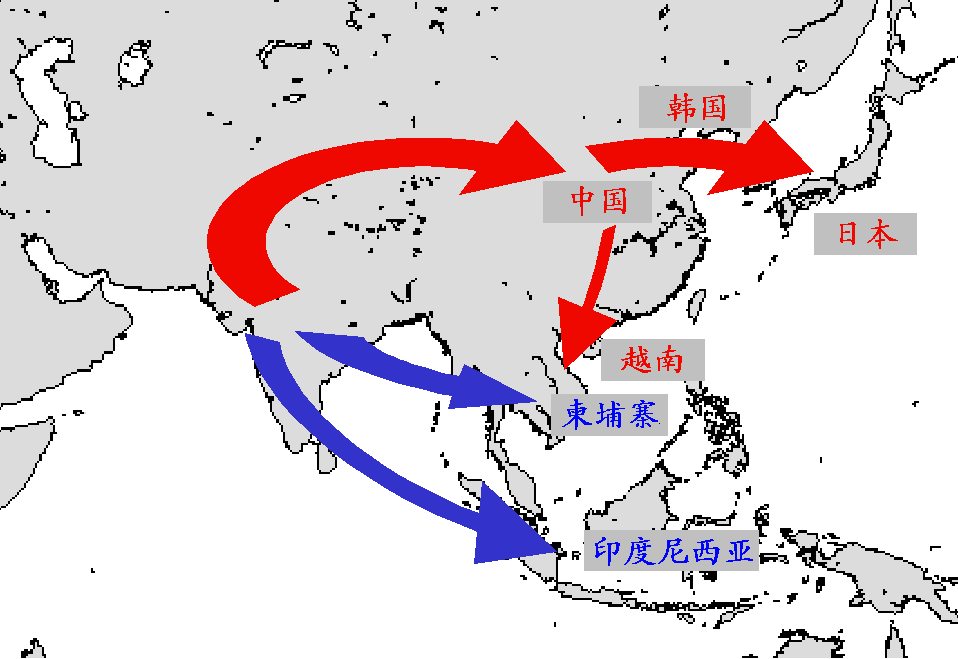
大乘佛教传播路线图，紅：汉传佛教路线图，藍：南传佛教路线图。

佛教早就在東漢時期傳入中國，當時由於種種原因，如思想文化冲突、社会环境稳定、傳播基礎薄弱等，所以沒有廣泛發展。等到十六國時期，北方動盪不安，以致人人厭苦、家家思亂。時而感到人生無常，精神缺乏寄託。此時五胡君主希望利用佛教教理的戒惡修善、六道輪迴來安撫各族百姓，並藉由屬於外來宗教的佛教來支持其政權。最後佛教得以在北方流行，並與南方佛教互相交流。道教，在东汉就以有五斗米道（天師道）形式的出現，但在十六國時期衰弱下來。一直到十六國末期北魏的寇謙之改革道教，才有能力與佛教抗衡。

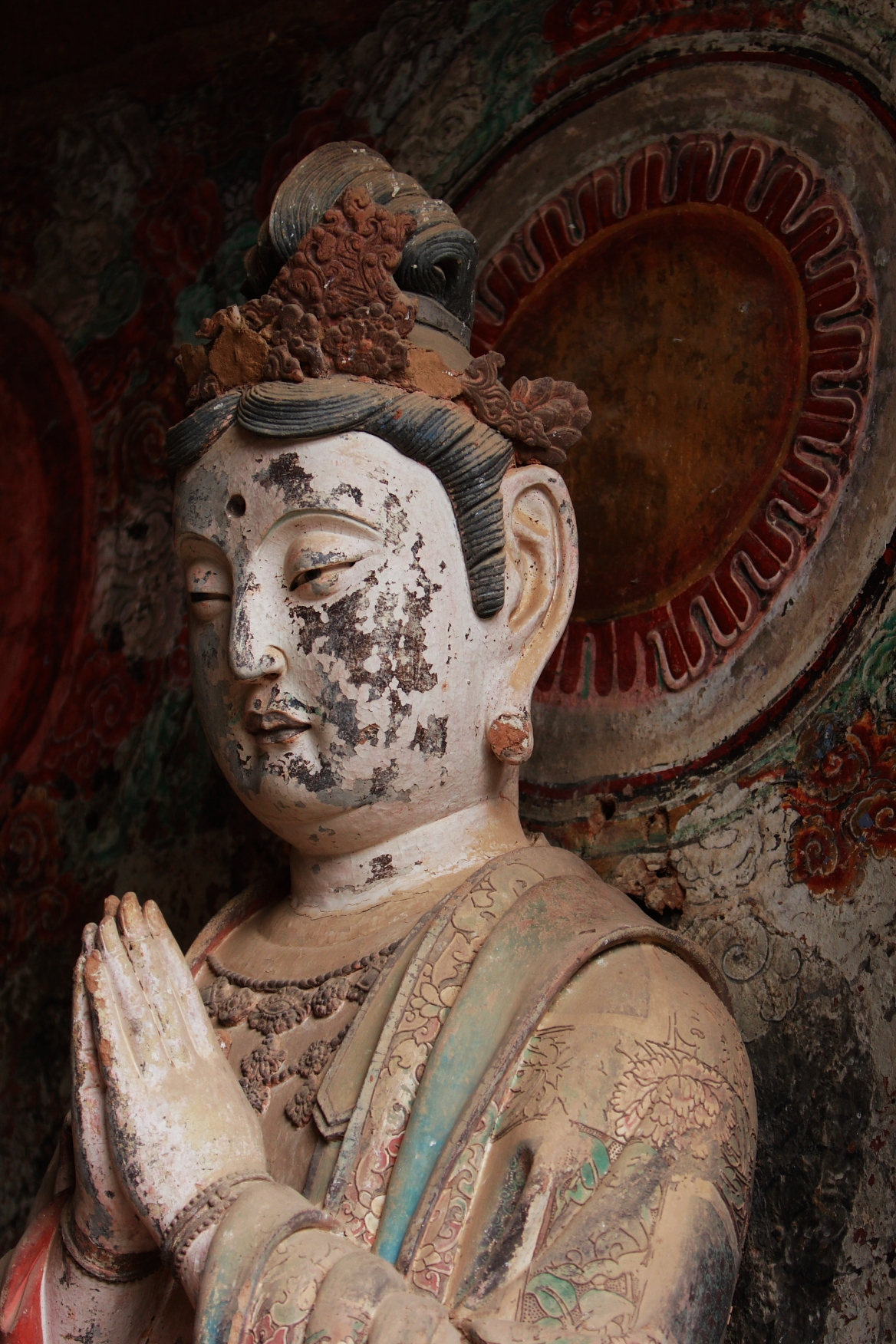
麥積山石窟的大佛像

當時從西域進入中土的僧侶，為數眾多，或譯經論，或弘教理。在佛圖澄、道安及鳩摩羅什的推廣下，為佛教奠定發揚的基石。五胡君主中，石勒、石虎、苻堅與姚興等極力支持佛教發展。苻坚的從兄之子苻朗著有佛学論書《苻子》。佛圖澄為西域僧人，他精通經文並擅長幻術。後趙的石勒、石虎奉他為「大和尚」，讓他參與軍政機要。並支持佛教發展，甚至下令不論華夷貴賤，都可以出家，開啟漢人出家之端。一时人民多营寺庙，争先出家。和佛图澄同时在后赵的，还有敦煌人单道开，襄阳羊叔子寺竺法慧和中山帛法桥等。道安為佛圖澄的弟子，在晚年備受前秦苻堅的崇敬。他致力整理和翻譯佛經，將長安經營成北方佛教的譯經中心。他於襄陽編定《綜理眾經目錄》，還為僧團制定法規，為寺院制度奠定基礎。中國出家僧人改姓「釋」，即是從道安開始。道安的弟子後來分佈各地，成為傳教的主要力量。
鳩摩羅什為西域龜茲人。382年，前秦苻堅聽從道安之建議，命大將呂光西征龜茲、迎接鳩摩羅什到長安。但後來前秦大亂，呂光隨即割據涼州，鳩摩羅什留居涼州共十七年。直到401年，後秦姚興得以迎至長安。鳩摩羅什備受姚興尊敬，待以國師之禮，入长安西明阁和逍遥园从事翻译。405年姚兴以罗什的弟子僧略为“僧正”，僧迁为“悦众”，法钦、慧斌为“僧录”，令管理僧尼的事务。鳩摩羅什主持下譯出《般若經》和大乘中觀學派的論書《中論》、《十二門論》、《百論》及《大智度論》、《法華經》等三十五部兩百多卷經典。這些皆成為後來佛學教派和宗派所依據的主要法典。其时四方的义学沙门群集长安，次第增加到三千人。
当时北方凿窟造像之风兴起，366年后秦沙门乐僔在敦煌东南鸣沙山麓，开凿石窟，镌造佛像，这就是著名的莫高窟。麥積山石窟始建於十六國的後秦，大約384年前後，當時佛教在中國開始興盛。麥積山石窟同是中國唯一保存北朝造像體系最完整的石窟，也是唯一能比較全面反映北魏至明清時期中國泥塑藝術演變歷史的石窟。后期北魏太武帝、北周武帝进行大规模的灭佛活动，对佛教的发展造成严重破坏。

### 藝術
民族交流帶來藝術文化與整合，不僅增補了固有文化，更可以強化文化的發展。由於佛教的興盛，帶動石窟雕像的發展。這個時期最突出的建築類型是佛寺、佛塔和石窟。
佛教的興盛帶來高層佛塔的建築以及印度、中亞一帶的雕刻、繪畫藝術。使當時的石窟、佛像、壁畫等有了巨大發展，將漢代比較樸直的風格，變得更為成熟、圓淳。位居中國四大石窟的敦煌莫高窟和麦积山石窟，都是在十六國時期建造。
麥積山石窟始建於後秦時期（約384年前後），素有「東方雕塑陳列館」美譽。敦煌莫高窟則建於前秦時期，是世界上現存規模最大、內容最豐富的佛教藝術地，以精美的壁畫和塑像聞名於世。由於當時敦煌與西域各國交流頻繁，使得早期的莫高窟包含河西文化及西域藝術的風格。其中屬於十六國時期的275窟，繪有本生、佛傳等故事畫。這些繪畫以圈圈暈染的方式凸顯出人體特徵，並以細線勾勒，畫風豪放生動，是當時壁畫的典型風格。
書法方面，著名的作品有前涼的《李柏文書》。、前秦的《譬喻經》、西涼的《十誦比丘戒本經》和《妙法蓮華經》等。其中《李柏文書》與東晉王羲之的《姨母帖》皆保存行、楷書變遷過程，對書寫考究與風格變化有很高的參考價值。其他作品則介於書、楷之間。至於碑刻方面，著名作品有前秦的《廣武將軍碑》及《鄭太尉祠碑》、北涼的《沮渠安周造像碑》等。其字體大多在隸、楷之間，風格墣茂古拙。《沮渠安周造像碑》為沮渠安周在高昌所立，原石在新疆吐魯番高昌故城出土。《廣武將軍碑》則於前秦建元四年（368）刻。筆劃渾樸，結構拙厚，天趣渾成。書法家于右任曾作《廣武將軍歌》以推崇之。由於前秦碑文稀少，所以此碑與《鄧太尉祠碑》皆備受珍惜。

## 社會
经过八王之乱和永嘉之乱後，中原殘破不堪，人民四處逃難，形成流民潮。諸國君主亦掠奪人口，以充實國力，深深破壞北方的社會結構。殘留在北方的世族，在面對險惡的環境下，有些聚集鄉民和自家的附屬人口，建立塢堡以便自守。而流民也紛紛投靠，形成人數眾多的部曲。有些則與諸國君主合作，以保本族安全。五胡君主在建國後，為了能夠統治中原地區，也需要熟悉典章制度的士大夫（世族）的協助。由於處境艱困，北方世族對同族常存抱恤的溫情，家族組織趨向大家庭制，有遠來相投的親戚，莫不極力相助。在團結力量及參與政事後，北方世族並沒有因戰亂而衰落，反而經過長期相處，使存留下的少量胡人融入漢人文化中。
塢堡是一個自給自足的社會組織，投奔的流民可以受塢堡保護。人民必須服從塢主命令，平時接受軍事訓練及農業生產，戰時成為保衛塢堡的戰士。人民的生產所得也須課稅給塢主。塢主除負責生產與作戰外，也要提倡教育及制定法律。由於塢堡眾多又難攻破，往往會左右戰局，使得五胡君主十分忌諱。例如祖逖北伐時，由於與當地塢堡合作，最後成功收復黃河以南領土，與石勒隔河相持。胡人君主為了解決塢堡問題，往往會與其妥協以籠絡之。到北魏宗主督護出現，塢堡的時代漸漸過去。

## 各國列表

### 十六國
| 國名 | 民族       | 君主人數 | 首任君主           | 末任君主 | 国祚                      | 年數 | 领土范围                                                                                   | 国都          | 亡于         |
| ---- | ---------- | -------- | ------------------ | -------- | ------------------------- | ---- | ------------------------------------------------------------------------------------------ | ------------- | ------------ |
| 漢趙 | 匈奴       | 6        | 劉淵               | 劉熙     | 漢304年－318年            | 26年 | 陝西渭水流域、山西、河南、河北、部分甘肅                                                   | 1.平阳 2.长安 | 后赵         |
| 漢趙 | 匈奴       | 6        | 劉淵               | 劉熙     | 趙318年－329年            | 26年 | 陝西渭水流域、山西、河南、河北、部分甘肅                                                   | 1.平阳 2.长安 | 后赵         |
| 成汉 | 氐         | 5        | 李雄               | 李勢     | 成306年－338年            | 43年 | 四川東部、部分雲南、部分貴州                                                               | 成都          | 东晋         |
| 成汉 | 氐         | 5        | 李雄               | 李勢     | 漢338年－347年            | 43年 | 四川東部、部分雲南、部分貴州                                                               | 成都          | 东晋         |
| 前凉 | 漢         | 8        | 张寔               | 張天錫   | 314年－376年              | 63年 | 甘肅、寧夏西部、新疆東部                                                                   | 姑臧          | 前秦         |
| 後趙 | 羯         | 6        | 石勒               | 石祗     | 319年－351年              | 33年 | 河北、河南、山西、山東、陝西、部分江蘇、部分安徽、部分甘肅、部分遼寧                       | 1.襄国 2.邺   | 冉魏         |
| 前燕 | 鮮卑       | 3        | 慕容皝             | 慕容暐   | 337年－370年              | 34年 | 河北、河南、山東、山西、陕西、甘肃、安徽、江蘇、遼寧                                       | 1.龙城 2.邺   | 前秦         |
| 前秦 | 氐         | 6        | 苻健               | 苻崇     | 351年－394年              | 44年 | 河北、河南、山東、山西、安徽、陝西、江蘇、四川、贵州、湖北、遼寧、甘肅、寧夏西部、新疆東部 | 长安          | 后秦、西秦   |
| 後燕 | 鮮卑       | 7        | 慕容垂             | 慕容熙   | 384年－407年              | 24年 | 河北、山東、山西、部分河南、部分遼寧                                                       | 中山          | 北燕         |
| 後秦 | 羌         | 3        | 姚萇               | 姚泓     | 384年－417年              | 34年 | 甘肅、陝西、山西、河南                                                                     | 长安          | 东晋         |
| 西秦 | 鮮卑       | 4        | 乞伏國仁           | 乞伏慕末 | 385年－400年 409年－431年 | 39年 | 甘肅东部                                                                                   | 金城          | 胡夏         |
| 後涼 | 氐         | 4        | 呂光               | 呂隆     | 386年－403年              | 14年 | 甘肅西部、部分寧夏、部分青海、部分新疆                                                     | 姑臧          | 后秦         |
| 南凉 | 鮮卑       | 3        | 禿髮烏孤           | 禿髮傉檀 | 397年－414年              | 18年 | 青海、甘肃西部                                                                             | 乐都          | 西秦         |
| 北凉 | 盧水胡     | 3        | 段業               | 沮渠牧犍 | 397年－439年              | 41年 | 甘肅西部、部分寧夏、部分新疆、部分青海                                                     | 张掖          | 北魏、柔然   |
| 南燕 | 鮮卑       | 3        | 慕容德             | 慕容超   | 398年－410年              | 13年 | 山東、部分河南                                                                             | 广固          | 东晋         |
| 西凉 | 漢         | 3        | 李                 | 李恂     | 400年－421年              | 22年 | 甘肅西部及部分新疆                                                                         | 敦煌          | 北涼         |
| 胡夏 | 匈奴铁弗   | 3        | 赫連勃勃           | 赫連定   | 407年－431年              | 25年 | 陕西、部分内蒙古                                                                           | 统万城、長安  | 吐谷浑、北魏 |
| 北燕 | 高句麗、漢 | 3        | 慕容云（后称高云） | 馮弘     | 407年－436年              | 30年 | 遼寧、河北                                                                                 | 和龙          | 北魏         |

### 其他
| 國名   | 民族 | 君主人數 | 首任君主 | 末任君主   | 国祚          | 年數  | 领土范围                           | 国都          | 亡于 |
| ------ | ---- | -------- | -------- | ---------- | ------------- | ----- | ---------------------------------- | ------------- | ---- |
| 前仇池 | 氐   | 9        | 楊茂搜   | 杨纂       | 296年 - 371年 | 76年  | 武都、阴平                         | 仇池          | 前秦 |
| 后仇池 | 氐   | 7        | 杨定     | 杨保炽     | 385年 - 443年 | 59年  | 陇西、汉中、天水一带               | 仇池          | 北魏 |
| 宕昌   | 羌   | 7        | 梁勤     | 梁彌定     | 478年 - 550年 | 72年  | 甘肅南部                           | 宕昌城        | 北周 |
| 鄧至   | 羌   | 12       | 像舒治   | 像檐桁     | 430年 - 554年 | 125年 | 仇池以西，宕昌以南，約為四川北部。 | 鄧至城        | 西魏 |
| 冉魏   | 漢族 | 2        | 冉閔     | 冉智       | 350年 - 352年 | 3年   | 河南、河北南部、山西南部           | 邺            | 前燕 |
| 譙蜀   | 漢族 | 1        | 譙縱     | 譙縱       | 405年 - 413年 | 9年   | 四川大部                           | 成都          | 東晉 |
| 桓楚   | 漢族 | 3        | 桓玄     | 桓振       | 403年 - 405年 | 3年   | 長江中下游地區                     | 1.建康 2.江陵 | 東晉 |
| 翟魏   | 丁零 | 2        | 翟遼     | 翟釗       | 388年 - 392年 | 5年   | 河南局部                           | 河南滑县      | 后燕 |
| 代     | 鮮卑 | 8        | 拓跋猗盧 | 拓跋什翼犍 | 315年 - 376年 | 62年  | 内蒙古中部                         | 1.云中 2.盛乐 | 前秦 |
| 西燕   | 鮮卑 | 7        | 慕容泓   | 慕容永     | 384年 - 394年 | 11年  | 从陕西转移到山西                   | 长子          | 后燕 |
| 宇文部 | 鮮卑 | 7        | 宇文莫槐 | 宇文逸豆歸 | 302年 - 344年 | 43年  | 辽东塞外                           | 無固定首都    | 前燕 |
| 段部   | 鮮卑 | 9        | 段日陸眷 | 段龛       | 310年 - 357年 | 48年  | 河北北部                           | 令支          | 前燕 |